# Trocadero
För andra betydelser, se Trocadero (olika betydelser).
Trocadero, ibland Troca, är en svensk läskedryck med koffein som är smaksatt med apelsin och äpple. Den lanserades i Sverige sommaren 1953 av Saturnus AB i Malmö. Trocadero har genom åren varit särskilt populär i Norrland och har kallats "Norrlands nationaldryck".

## Namnet
Trocadero introducerades av Nils-Håkan Håkansson på Saturnus AB, och enligt hans barnbarn Edward Liepe togs namnet antingen från torget Place du Trocadéro i Paris eller från den franska klubben med samma namn.

## Historia
Samma år som Trocadero introducerades hävdes förbudet för coladrycker i Sverige och både Coca-Cola och Cuba Cola (också bryggd av Saturnus) introducerades på marknaden. Trocadero var länge den enda läskedryck, förutom coladryckerna, som innehöll koffein.
Saturnus började dock med åren mer och mer inrikta sig på att sälja essenser för smaksättning av spritdrycker och drinkmixning, och i linje med denna fokusering började man även sälja läskedrycksessenser till andra bryggerier istället för att själv tillverka läsk. Den egna tillverkningen av Trocadero upphörde så småningom och 2006 sålde Saturnus AB varumärket till Nordarom AB  i som lät utvalda bryggerier licenstillverka drycken.
Sedan maj 2017 ägs varumärket Trocadero av Spendrups Bryggeri AB. Avtalet med Hammars Bryggeri, Mora Bryggeri och Vasa Bryggeri om licenstillverkning av drycken löpte ut i november 2017, sedan dess är Spendrups ensam tillverkare av drycken. Många anhängare av de mindre bryggeriernas Trocadero upprördes av beslutet, till den grad att Spendrups såg sig tvungna att gå ut och försvara beslutet i media och på sociala medier.
Trocadero finns även som lösgodis. Lösgodiset består av tvåfärgade geléflaskor med smak av Trocadero. År 2005 började Trocadero-karameller att produceras och säljas av Fagerströms Karamellfabrik i Hudiksvall. Enligt Trocaderos Facebooksida har tillverkningen av karamellerna upphört.
År 2019 lanserade GB Glace glassen Trocadero Zero som sockerfri isglass i popup-variant.
Under hösten 2022 togs det inför julen fram en ny dryck, Trocamust. Den består av en blandning av Trocadero och julmust. Färgen på drycken är brun precis som julmust.

## Ingredienser i originaldrycken
- Kolsyrat vatten
- Socker
- Juice av apelsin och äpple
- Aromer (bl.a. koffein)
- Surhetsreglerande medel (citronsyra, fosforsyra)
- Konserveringsmedel (kaliumsorbat, natriumbensoat)
- Färgämne (sockerkulör E150D)
- Antioxidationsmedel (Askorbinsyra)

## Galleri

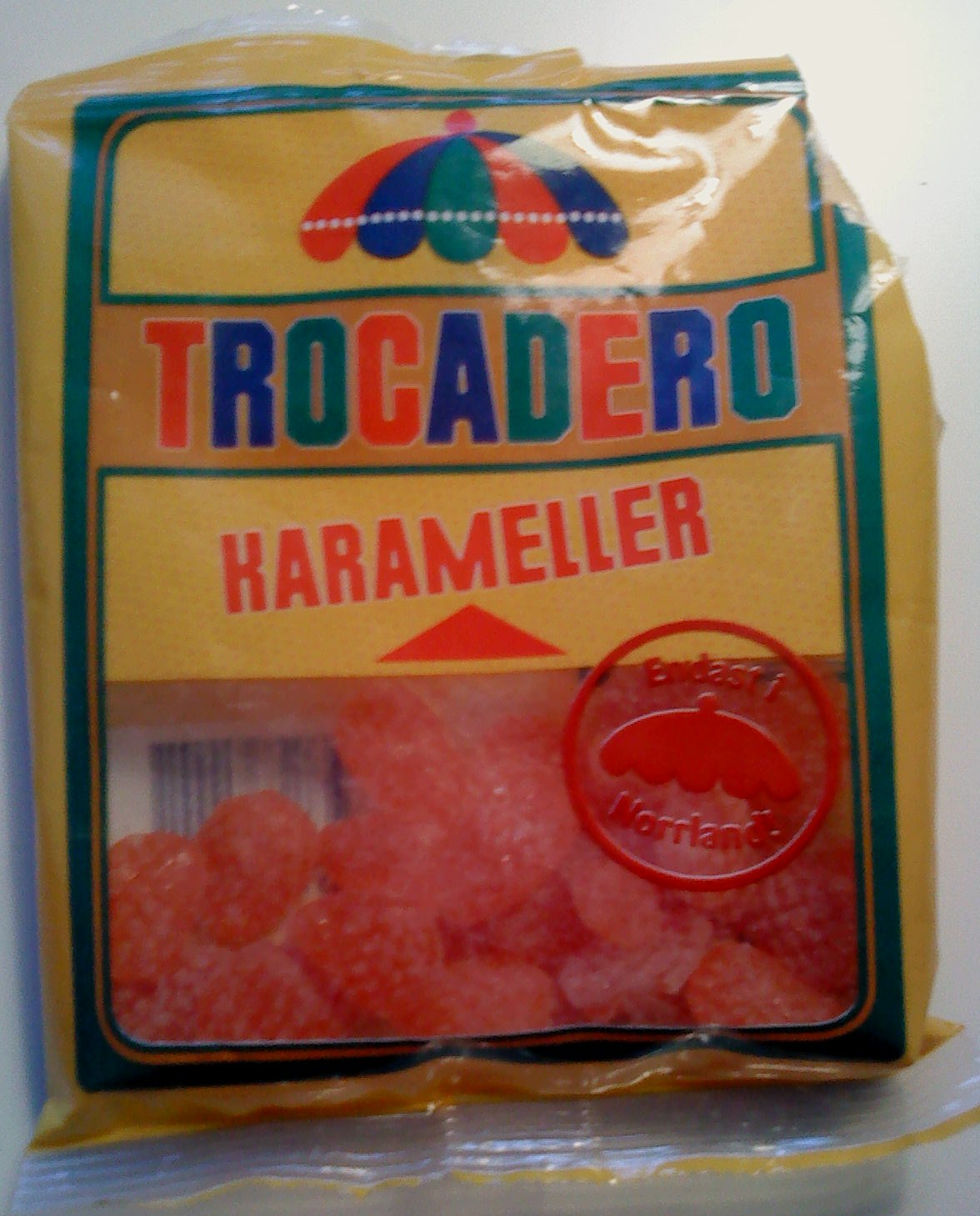
En påse karameller med Trocadero-smak.
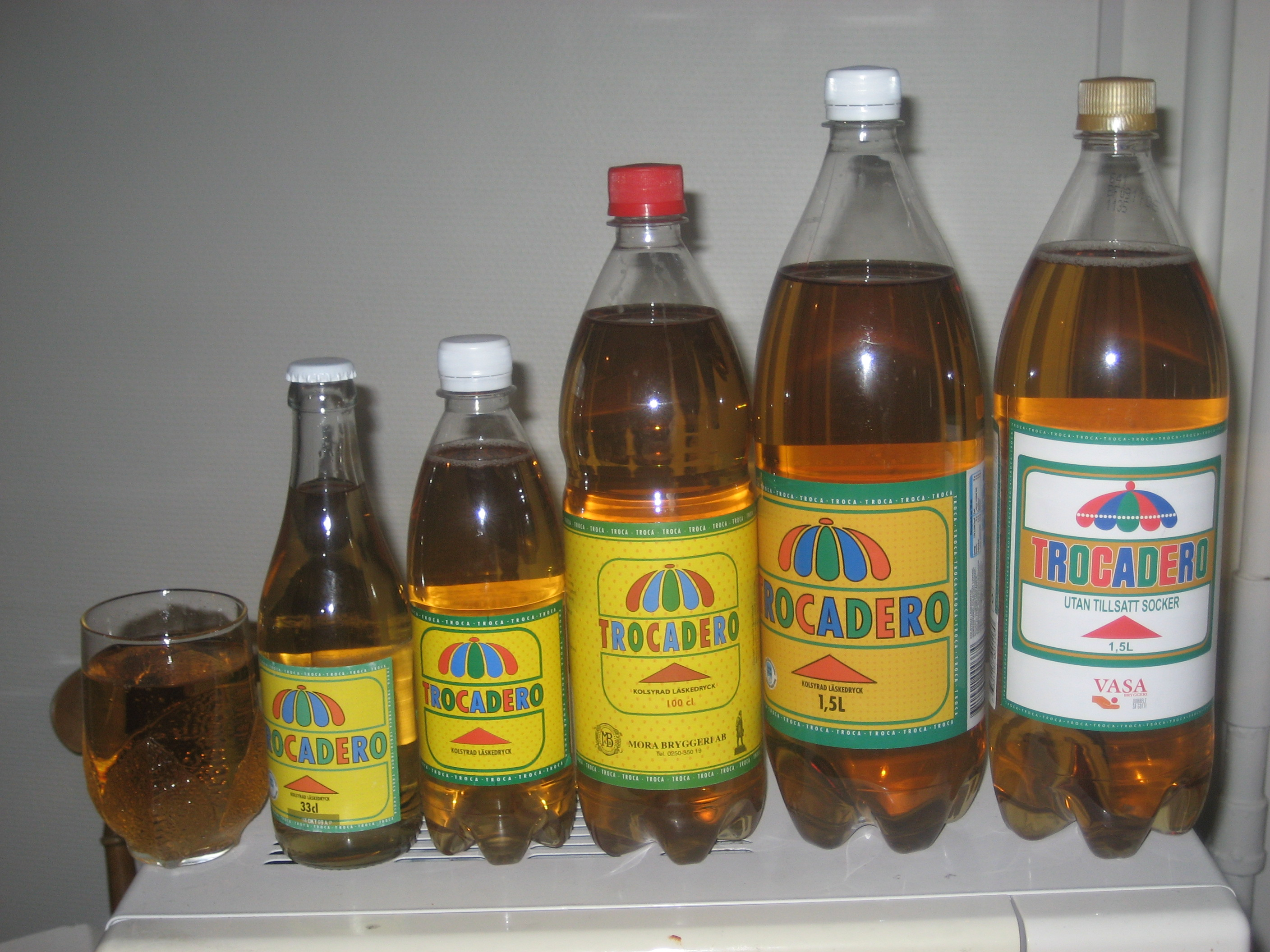
Glas med Trocadero följt av Trocadero-flaskor i olika storlekar.
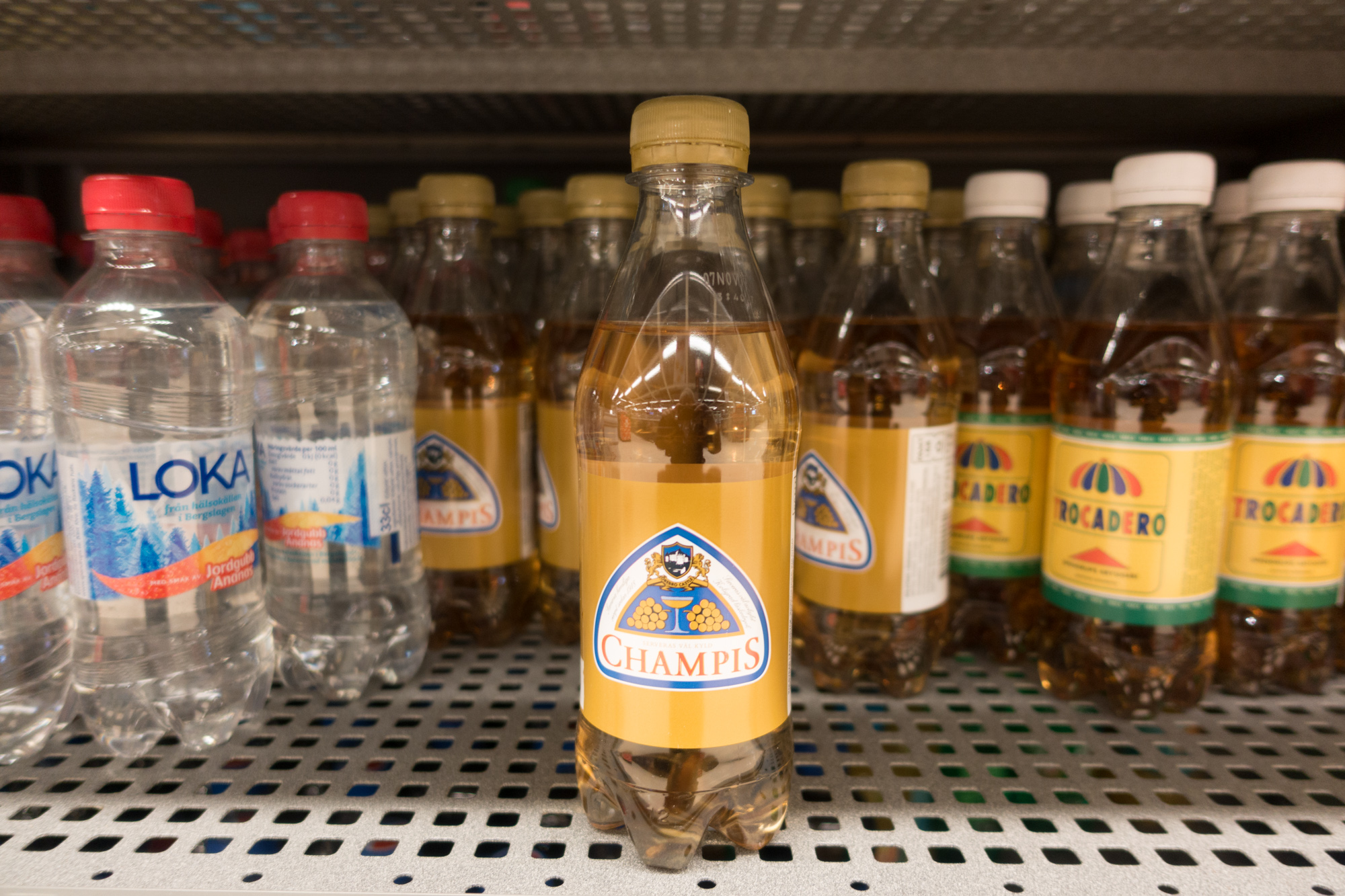
Plastflaskor med Champis, Loka och Trocadero på en affärshylla.